# Tisaniba
Genre

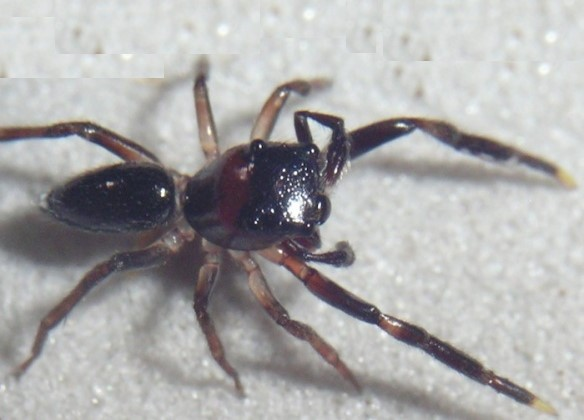
Araignées aranéomorphes : tisinaba

Tisaniba est un genre d'araignées aranéomorphes de la famille des Salticidae.

## Distribution
Les espèces de ce genre se rencontrent en Malaisie et en Indonésie.

## Liste des espèces
Selon World Spider Catalog (version 21.5, 10/11/2020) :
- Tisaniba berau Logunov, 2020
- Tisaniba dik Zhang & Maddison, 2014
- Tisaniba inusitata Logunov, 2020
- Tisaniba ligoforma Logunov, 2020
- Tisaniba loebli Logunov, 2020
- Tisaniba mayang Logunov, 2020
- Tisaniba mulu Zhang & Maddison, 2014
- Tisaniba nitida Logunov, 2020
- Tisaniba rimbo Logunov, 2020
- Tisaniba schwendingeri Logunov, 2020
- Tisaniba selan Zhang & Maddison, 2014
- Tisaniba tioman Logunov, 2020